# Tripogandra neglecta
Tripogandra neglecta là một loài thực vật có hoa trong họ Commelinaceae. Loài này được Handlos miêu tả khoa học đầu tiên năm 1975.